# Ernest Kakhobwe
Ernest Kakhobwe (ur. 26 czerwca 1993 w Thyolo) – piłkarz malawijski grający na pozycji bramkarza. Od 2022 jest zawodnikiem klubu Civil Service United FC.

## Kariera klubowa
Swoją karierę piłkarską Chaziya rozpoczął w klubie Bvumbwe Research, w którym w sezonie 2013/2014 zadebiutował w drugiej lidze malawijskiej. W 2015 roku przeszedł do pierwszoligowego Mighty Tigers. W 2016 trafił do Nyasa Big Bullets. W sezonach 2016 i 2017 wywalczył z nim dwa wicemistrzostwa Malawi, a w sezonach 2018, 2019 i 2020/2021 został z nim mistrzem kraju. W 2022 przeszedł do Civil Service United FC.

## Kariera reprezentacyjna
W reprezentacji Malawi Kakhobwe zadebiutował 18 kwietnia 2017 w zremisowanym 0:0 towarzyskim meczu z Kenią, rozegranym w Machakos. W 2022 roku został powołany do kadry na Puchar Narodów Afryki 2021. Na tym turnieju zagrał w dwóch meczach: grupowych z Gwineą (0:1) i z Zimbabwe (2:1).